# Đồ chơi trước khi đi ngủ

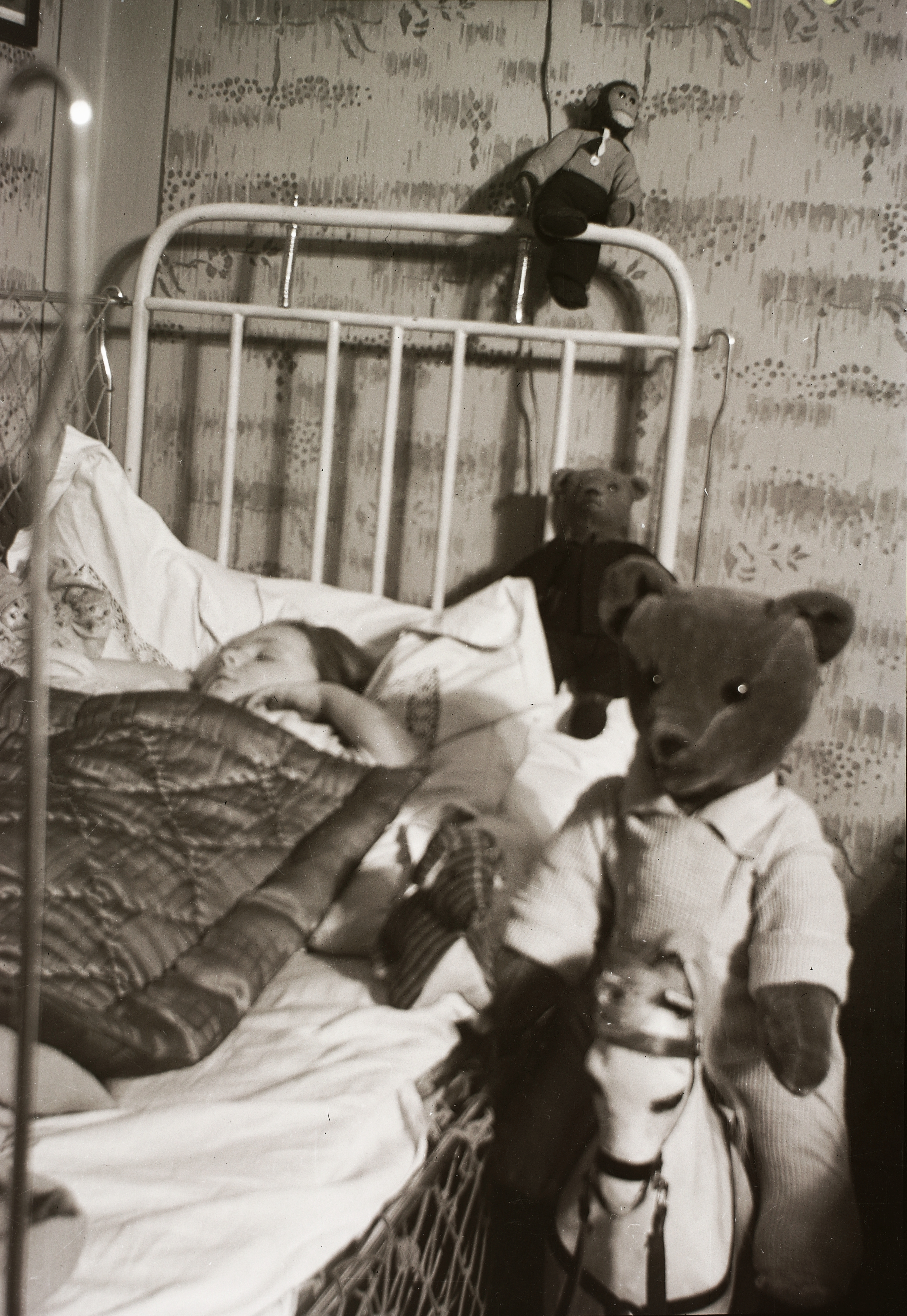

Một món đồ chơi trước khi đi ngủ là một món đồ chơi được sử dụng bởi trẻ em trong khi đi ngủ. Nó thường là đồ chơi sang trọng hoặc thứ gì đó tự nhiên mà trẻ em có thể ôm ấp khi đi ngủ. Nó đôi khi được kết hợp với đèn ngủ.
Đồ chơi trước khi đi ngủ thường là động vật, chẳng hạn như gấu bông thông thường hoặc bất kỳ sinh vật nào khác, chẳng hạn như sinh vật thần thoại hoặc nhân vật hư cấu. Đồ chơi này thường được sử dụng để thoải mái về thể chất, và phổ biến nhất là thoải mái về mặt tâm lý đối với những đứa trẻ mắc chứng lo âu chia ly và sợ hãi ban đêm.